# Alexander Willem Michiel van Hasselt
Alexander Willem Michiel van Hasselt (Amsterdam, 8 agosto 1814 – L'Aia, 16 settembre 1902) è stato un medico, ufficiale, naturalista e tossicologo olandese.

## Biografia
Van Hasselt ha studiato medicina a Winterswijk poi all'Università di Utrecht, dove ha conseguito un dottorato di ricerca nel 1837. In seguito prestò servizio nel Koninklijke Landmacht, l'esercito dei Paesi Bassi, dal quale, dopo una brillante carriera come ufficiale medico, è stato congedato nel 1880 con il grado di maggior generale e ispettore generale del servizio sanitario.
Da sempre affascinato dalla storia naturale, si specializza negli aracnidi del suo paese e pubblica numerose note faunistiche. Studia anche i ragni delle Antille e pubblica studi anatomici sui genitali di questi animali.

## Opere
- Handleiding tot de Vergiftleer. Van Terveen en Zoon, Utrecht 1850–54,  2. Auflage 1855 (Digitalisat)
  - J. B. Henkel (Übersetzer). Handbuch der Giftlehre für Chemiker, Ärzte, Apotheker und Gerichtspersonen. Vieweg, Braunschweig 1862, Teil I Allgemeine Giftlehre und die Gifte des Pflanzenreichs. Teil II Die Thiergifte und die Mineralgifte (Digitalisat)
  - Theodor Husemann und A. Husemann. Handbuch der Toxikologie : im Anschlusse an die zweite Auflage von A. W. M. van Hasselts Handleiding tot de vergiftleer. Band I, Reimer, Berlin 1862  (Digitalisat), Zusatzband, Reimer, Berlin 1867 (Digitalisat)
- Handleiding tot de leer van het militair geneeskundig onderzoek (het visiteren) : der manschappen, bij hunne intrede in, en hunne verwijdering uit de dienst : in verband met De ziekten en gebreken, die voorgewend, nagebootst, willekeurig voortgebragt, of voorbedachtelijk verborgen kunnen worden : ten gebruike bij het onderwijs aan 's rijks kweekschool voor militaire geneeskundigen. Van Terveen en Zoon, Utrecht 1856 (Digitalisat)
- Die Lehre vom Tode und Scheintode. Vieweg und Sohn, Braunschweig 1862 (Digitalisat)
- Catalogus Aranearum, husque in Hallandiâ inventarum. In: Tijdschrift voor entomologie. Redaktion A.W.M. van Hasselt (1880–89) und F.M. van der Wulp 28. Band 1884–85 S. 113–188 (Digitalisat) und 29. Band 1886 S. 51–110 (Digitalisat)

| Van Hasselt è l'abbreviazione standard utilizzata per le specie animali descritte da Alexander Willem Michiel van Hasselt. Categoria:Taxa classificati da Alexander Willem Michiel van Hasselt |